# Взрыв в торговом центре «Сурмалу»
Взрыв в торговом центре «Сурмалу» — крупный взрыв в торговом центре «Сурмалу» в центре Еревана, произошедший 14 августа 2022 года в 13:23 по местному времени. В результате взрыва погибло 16 и пострадало несколько десятков человек, ещё 1 считается пропавшим без вести. Из-под завалов спасатели вызволили 26 граждан, из которых 16 погибших. Большой пожар, вызванный взрывом, уничтожил часть торгового центра, обрушилось трёхэтажное здание склада.
Министерство здравоохранения страны сообщило в первые сутки, что число граждан, переданных в различные медицинские учреждения столицы в результате взрыва, составляет 51 человек.
Пресс-служба мэрии Еревана сообщила, что на рынке «Сурмалу» взорвался склад, предназначенный для хранения материалов для фейерверков.
На следующий день после взрыва премьер-министр Армении Никол Пашинян вместе с другими высокопоставленными лицами выехал на место происшествия, где его встретил мэр Еревана Грачья Саргсян.
На 12:00 16 августа продолжались поисково-спасательные работы.
С 17 по 18 августа в связи с трагедией в Армении и Нагорно-Карабахской Республике объявлен двухдневный траур.
17 августа Посольство России в Армении направило ноту в МИД Армении и выразила возмущение из-за появившихся в армянских СМИ обвинений в адрес структур РФ в причастности к взрыву на рынке «Сурмалу».

## Расследование и суд
В связи со взрывом возбуждено уголовное дело по ч. 2 ст. 357 и Уголовно-процессуального кодекса РА (нарушение правил или требований пожарной безопасности, повлекшее по неосторожности смерть человека или иные тяжкие последствия) и ч. 2 ст. Статья 358 (Воспламеняющиеся или зажигательные, правила хранения, учёта, перевозки, доставки или использования материалов либо нарушающие требования, повлекшие по неосторожности смерть человека или иные тяжкие последствия).
Министр по чрезвычайным ситуациям Армен Памбухчян заявил, что о теракте не может быть и речи.